# Rhaconotus brachypterus
Rhaconotus brachypterus är en stekelart som först beskrevs av Hesse 1934.  Rhaconotus brachypterus ingår i släktet Rhaconotus och familjen bracksteklar. Inga underarter finns listade i Catalogue of Life.